# Munte (Sumatra)
Munte is een bestuurslaag in het regentschap Karo van de provincie Noord-Sumatra, Indonesië. Munte telt 3410 inwoners (volkstelling 2010).